# Raiarctus aureolatus
Raiarctus aureolatus är en djurart som tillhör fylumet trögkrypare, och som beskrevs av Jeanne Renaud-Mornant 1981. Raiarctus aureolatus ingår i släktet Raiarctus och familjen Halechiniscidae. Arten är reproducerande i Sverige. Inga underarter finns listade i Catalogue of Life.